# Aleksandrs Ņiživijs
Aleksandrs Ņiživijs, född 16 september 1976 i Riga är en lettisk före detta professionell ishockeyspelare som spelade bland annat för Torpedo Nizjnij Novgorod, Dinamo Riga och Dynamo Moskva.

## Spelarkarriär
Ņiživijs inledde sin karriär i HK Pardaugava Riga där han spelade fram till 1995 i den ryska Superligan och den lettiska inhemska ligan. År 1995 anslöt han till Torpedo Jaroslavl och förblev klubben lojal fram till 2001. År 1997 vann han det ryska mästerskapet med Torpedo. 
Ytterligare anhalter i Ryssland var HK Dynamo Moskva och Molot-Prikamje Perm innan Ņiživijs återvände till sitt hemland 2003. År 2004 blev han lettisk mästare tillsammans med HK Riga 2000. Efter en säsong i IF Björklöven i Hockeyallsvenskan anslöt Ņiživijs 2005 till det ryska andraligalaget Torpedo Nizjnij Novgorod med vilka han gick upp till Superligan 2007. Efter grundandet av KHL-laget Dinamo Riga i april 2008 flyttade Ņiživijs tillbaka till sin födelsestad.
Den 28 juni 2014 meddelade Ņiživijs att han avslutade sin spelarkarriär.

### Landslagskarriär
Tidigt i sin karriär representerade Ņiživijs Lettland i landslagssammanhang. Hans första turnering var U18-VM 1993. Andra uppdrag på juniornivå följde vid U18-EM 1994 och JVM 1994 och 1995. År 1995 representerade han a-landslaget för första gången och kom att delta i totalt 15 VM-turneringar för Lettland samt i OS-turneringarna 2002 och 2006. Totalt blev det 227 matcher i den lettiska landslagsdressen.